# Hurley, South Dakota
Hurley är en ort i Turner County i South Dakota. Vid 2020 års folkräkning hade Hurley 379 invånare.